# Wangari Maathai
Wangari Maathai (n. 1 aprilie 1940, Nyeri, Kenya — d. 25 septembrie 2011) a fost o activă luptătoare africană pentru protecția mediului înconjurător și pentru drepturile femeilor. La 8 octombrie 2004 i s-a decernat Premiul Nobel pentru Pace, apreciindu-se „contribuția sa la dezvoltarea democrației și menținerea păcii”, considerând că „pacea nu poate exista fără un mediu înconjurător în bună stare funcțională”.
Wangari Maathai a studiat Biologia și Medicina Veterinară, apoi și-a continuat studiile în Pennsylvania (SUA) și în Germania. Obține din partea Universității din Nairobi titlul de doctor în biologie. În 1977 înființează mișcarea ecologistă "Centura Verde", cu scopul de a proteja pădurile din Kenya, amenințate de tăierile necontrolate, care duc la schimbarea climei și eroziunea solului. În cadrul acestei mișcări a reușit să planteze 20 de milioane de arbori, mobilizând la această acțiune în special femeile. A fost denumită Mama Mici (Mama copacilor).
În anul 2003 a primit funcția de ministru adjunct la departamentul pentru protecția mediului. Prin activitatea sa pașnică dar consecventă, a contribuit în mod hotărâtor la dezvoltarea democrației în Kenya. 
Pentru meritele sale, Wangari Maathai a primit și alte distincții, printre care: alegerea ca Femeie a Anului 1983, Premiul Nobel alternativ (1984), Premiul Națiunilor Unite pentru Conducători Africani (1991), Premiul Petra Kelly pentru protecția mediului al Fundației Heinrich Böll (2004), premiul Sophie pentru mediu și dezvoltare (2004).